# 구슬숲쥐
구슬숲쥐(Hylomyscus aeta)는 쥐과에 속하는 설치류의 일종이다. 부룬디와 카메룬, 중앙아프리카공화국, 콩고, 콩고민주공화국, 적도기니, 가봉, 우간다에서 발견된다. 지연 서식지는 아열대 또는 열대 기후 지역의 습윤 저지대 숲과 습윤 저산대 숲이다.